# Pseudomaro
Pseudomaro aenigmaticus es una especie de araña araneomorfa de la familia Linyphiidae. Es el único miembro del género monotípico Pseudomaro.

## Distribución
Se encuentra en la zona paleártica.